# ENEOS水島製油所
ENEOS水島製油所（エネオスみずしませいゆしょ）は、岡山県倉敷市にあるENEOSの製油所である。

## 概要
水島臨海工業地帯に位置し、三菱ケミカル水島事業所や水島港を挟んで対岸にある旭化成水島製造所などと水島コンビナートを形成している。ENEOSの西日本の拠点で、各種燃料油などの石油製品や石油化学製品を生産している。また、構内には住友商事・ENEOS（旧・ジャパンエナジー）合弁のペトロコークスジャパン水島工場があり、製油所で生産された重油をもとに石油コークスを生産している。製品は西日本一円に出荷されるほか、コンビナートを形成する周囲の工場群にも供給される。
2010年7月1日、JXホールディングス傘下である新日本石油精製・新日本石油・ジャパンエナジーの3社が合併・事業統合したJX日鉱日石エネルギーの発足に伴い、同じ水島臨海工業地帯にあったジャパンエナジー水島製油所と新日本石油精製水島製油所とが「JX日鉱日石エネルギー水島製油所」となった。

### データ
- 所在地
  - B工場（本館所在地・コンビナートB地区・旧ジャパンエナジー） - 岡山県倉敷市潮通二丁目1番地
  - A工場（コンビナートA地区・旧新日本石油精製） - 岡山県倉敷市水島海岸通四丁目2番地
- 敷地面積 - 331万1000m2[1]
- 従業員数 - 942人（2015年3月31日現在）[1]
- 原油処理能力 - 350,200バレル／日（水島製油所全体での数値であるが国内最大の処理能力を有する）[2]

### 主な生産品
| - 液化石油ガス （LPG） - ナフサ - ガソリン - 灯油 - ジェット燃料 - 軽油 | - A重油 - C重油 - ノルマルパラフィン - ベンゼン - キシレン - パラキシレン | - プロピレン - 潤滑油 - ソルベント - アスファルト - 硫黄 - 石油コークス（ペトロコークスが生産） |

### 主要設備
括弧内は1日あたりの処理能力（2007年4月1日現在）。
B工場
- 常圧蒸留装置 （205,200バレル）
- 減圧蒸留装置 （109,000バレル）
- 接触分解装置 （52,000バレル）
- アルキレーション装置 （9,000バレル）
- 接触改質装置 （44,000バレル）
- 水素化脱硫装置
  - ナフサ脱硫装置 （34,000バレル）
  - ガソリン脱硫装置 （35,000バレル）
  - 灯軽油脱硫装置 （125,400バレル）
  - 直接脱硫装置 （31,000バレル）
  - 間接脱硫装置 （70,000バレル）
- 重質油分解装置 （26,000バレル）

A工場
- 常圧蒸留装置 （250,000バレル）
- 減圧蒸留装置 （77,000バレル）
- 接触分解装置 （46,000バレル）
- 水素化分解装置 （13,000バレル）
- アルキレーション装置 （7,600バレル）
- 接触改質装置 （22,640バレル）
- 水素化脱硫装置
  - ナフサ脱硫装置 （47,640バレル）
  - 分解ガソリン脱硫装置 （33,000バレル）
  - 灯軽油脱硫装置 （87,170バレル）
  - 直接脱硫装置 （45,000バレル）
  - 間接脱硫装置 （37,000バレル）

### アクセス
B工場
- 山陽新幹線新倉敷駅から車で約30分
- 瀬戸中央自動車道水島ICから約15分

A工場
- 山陽新幹線新倉敷駅から車で約20分
- 瀬戸中央自動車道水島ICから約25分

## 沿革
日本海側の船川製油所に続く日本鉱業2番目の製油所として建設された。1970年（昭和45年）の増設工事完了時は、日本国内で第二位の規模を有する製油所であった。
JX発足以前（ジャパンエナジー）
- 1960年（昭和35年）7月 - 着工。
- 1961年（昭和36年）6月23日 - 日本鉱業水島製油所として操業開始。原油処理能力は40,000バレル/日。
- 1965年（昭和40年）8月 - 原油処理能力を90,000バレル/日に増強。
- 1968年（昭和43年）7月 - ノルマルパラフィン製造開始。
- 1970年（昭和45年）10月 - 原油処理能力を192,000バレル/日に増強。
- 1973年（昭和48年）4月 - 潤滑油製造開始。
- 1992年（平成4年）12月 - 日鉱共石発足、同社の水島製油所となる。
- 1993年（平成5年）12月 - 日鉱共石がジャパンエナジーに社名変更。

JX発足以前（三菱石油→新日本石油）
- 1961年（昭和36年）5月16日 - 三菱石油水島製油所として操業開始。
- 1974年（昭和49年）12月18日 - 重油流出事故発生（後述）。
- 1999年（平成11年）
  - 4月1日 - 三菱石油と日本石油が合併し日石三菱に社名変更。
  - 7月 - 水島製油所が日石三菱から日石三菱精製に移管。
- 2002年（平成14年）4月1日 - 日石三菱精製が新日本石油精製に社名変更。
- 2004年（平成16年）10月 - プロピレンの製造を開始。

JX日鉱日石エネルギー発足以降
- 2010年（平成22年）7月1日 - ジャパンエナジー・新日本石油・新日本石油精製の3社の合併・事業統合によるJX日鉱日石エネルギーの発足に伴い、同社の水島製油所となる。
- 2012年（平成24年）2月7日 - 海底トンネル掘削現場浸水事故発生（後述）。
- 2016年（平成28年）1月1日 - JX日鉱日石エネルギーがJXエネルギーに社名変更。
- 2017年（平成29年）4月1日 - JXエネルギーがJXTGエネルギーに商号変更。
- 2020年（令和2年）6月25日 - JXTGエネルギーがENEOSに商号変更。

## 事故
- 1974年12月18日午後9時12分、三菱石油水島製油所（当時、現在のA工場）において、タンク（高さ24メートル、直径52メートル）が破損し、大量の重油が流出した。強風や引き潮などの悪条件が重なり、流れ出た重油は瀬戸内海東方へと拡散、対岸の香川県坂出市や高松市、さらには鳴門海峡にまで到達、ノリやハマチの養殖などの漁業に壊滅的な打撃を与えた。漁業補償などの被害総額は536億円にのぼった。この事件が契機となって、翌1975年に石油コンビナート等災害防止法が成立・施行された。
- 2012年2月7日、海底トンネルの工事現場で浸水事故があり、作業員5名が行方不明となった。西側に旧新日本石油の工場だったA工場、東側に旧ジャパンエナジーだったB工場があり、両工場を海底でつなぐ海底トンネル工事を鹿島建設が請け負い、2010年8月から進められていた。行方不明の5人は、工事を請け負った鹿島建設の下請け会社の作業員であり、後に全員の死亡が確認された[4]

## その他
- かつては、B工場から水島臨海鉄道東水島駅へ繋がる、また、A工場から水島臨海鉄道西埠頭駅に繋がる、ふたつの製品出荷用の鉄道路線（専用側線）を有していた。
- A工場敷地の一部は三菱重工業水島航空機製作所（現・三菱自動車工業株式会社水島工場）の滑走路跡である。

## 資料映像
- 「水島臨海コンビナートで石油流出事故」 - 「1974年ニュースハイライト」より（動画）・NHKアーカイブス
- 「瀬戸内海汚染」（昭和50年1月公開） - 中日ニュース1098号（動画）・中日映画社